# Josef Vojáček (manažer)
Josef Vojáček (* 12. května 1971 Olomouc) je český manažer, v letech 2018 až 2021 generální ředitel státního podniku Lesy ČR.

## Život
Vystudoval Provozně ekonomickou fakultu Vysoké školy zemědělské v Brně (promoval v roce 1994 a získal titul Ing.).
V minulosti pracoval pro státní podnik Lesy České republiky, a to jako adjunkt (1993 až 1994), hlavní účetní (1995 až 1998), zástupce vedoucího odboru informatiky (1998) a vedoucí odboru informatiky (1999 až 2004). V letech 2004 až 2009 byl ředitelem taktéž státního podniku Vojenské lesy a statky ČR. Mezi roky 2009 a 2010 podnikal jako OSVČ v oblasti poskytování software a poradenské a konzultační činnosti.
Působí i v akademické sféře jako člen vědecké rady Fakulty lesnické a dřevařské České zemědělské univerzity v Praze a Lesnické a dřevařské fakulty Mendelovy univerzity v Brně. V letech 2010 až 2014 pracoval jako kvestor České zemědělské univerzity v Praze.
Od března 2014 do srpna 2018 byl opět ředitelem státního podniku Vojenské lesy a statky ČR. V létě 2018 se přihlásil do výběrového řízení na post generálního ředitele státního podniku Lesy České republiky poté, co byl ministrem zemědělství ČR v demisi Jiřím Milkem v květnu 2018 z funkce odvolán Daniel Szórád. V srpnu 2018 oznámilo Ministerstvo zemědělství ČR, že výběrové řízení vyhrál (přihlásilo se 11 uchazečů). Funkce se ujal od září 2018, uvedl jej do ní ministr zemědělství ČR Miroslav Toman. V prosinci 2021 byl odvolán Marianem Jurečkou, který byl po jmenování nové vlády Petra Fialy dočasně pověřen vedením Ministerstva zemědělství ČR. Důvodem k odvolání byla dle vyjádření ministerstva zejména manažerská pochybení a neefektivní reorganizace státního podniku.